# Rue Saint-Jacques (Montreal)

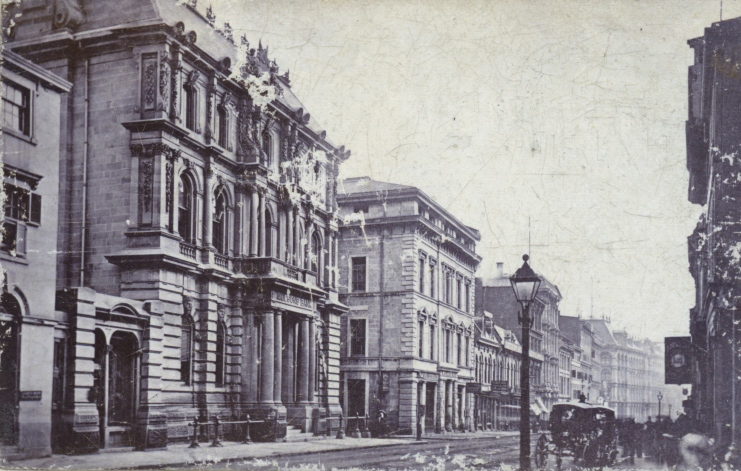
La Rue Saint-Jacques de Montreal en 1872.

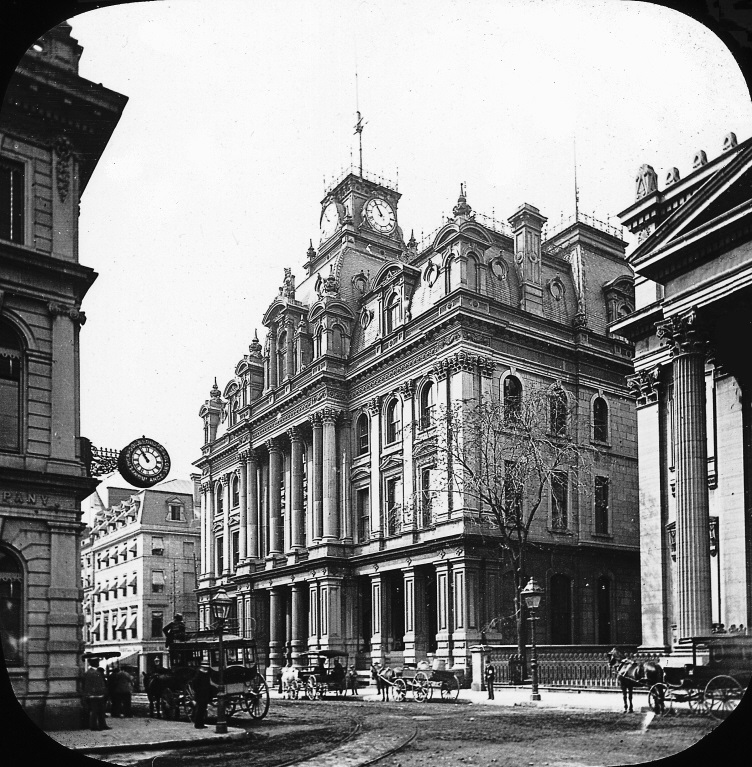
La Rue Saint-Jacques en su apogeo en 1895.

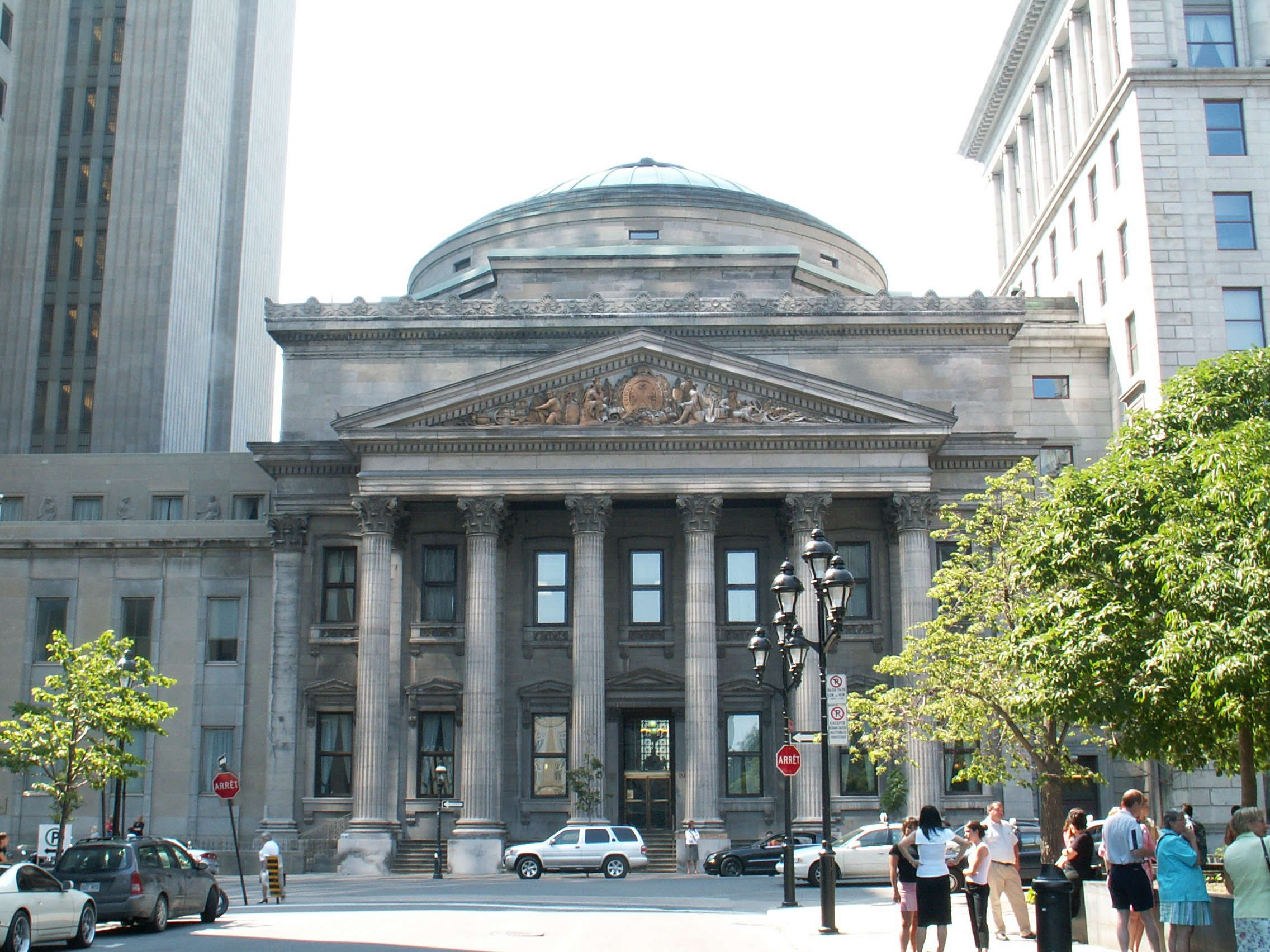
La sucursal principal del Bank of Montreal en la Rue Saint-Jacques.

La Rue Saint-Jacques es una calle de Montreal, Canadá. La calle es conocida habitualmente por dos nombres, Saint James Street en inglés (por St James's, Londres) y Rue Saint-Jacques en francés. Ambos nombres se usan tanto en inglés como en francés, aunque Rue Saint-Jacques es el más común para referencia geográfica y Saint James Street se usa usualmente en referencia a la importancia histórica de la calle como distrito financiero.

## Historia

### Saint James Street

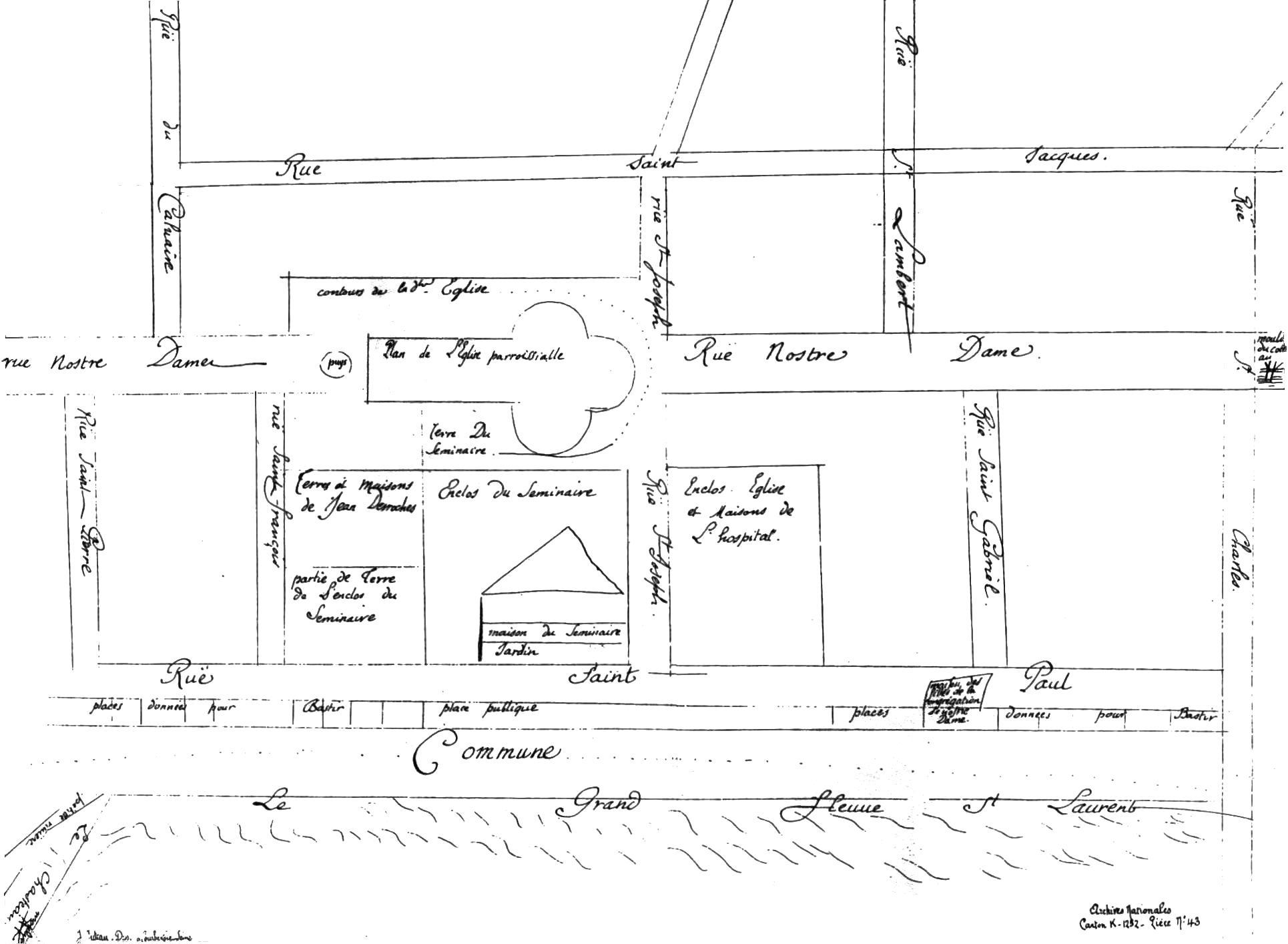
Mapa de Montreal dibujado por François Dollier de Casson en 1672.

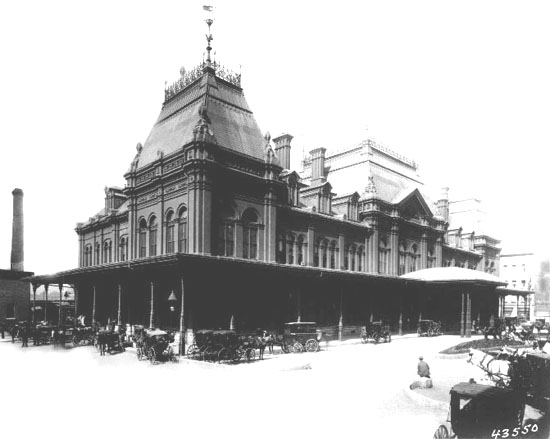
La estación de Bonaventure en la década de 1870.

La calle, una arteria importante que atraviesa el Vieux-Montreal, fue abierta por primera vez en 1672. La parte entre la Rue McGill y la Place Saint-Henri se llamaba originalmente Rue Saint-Bonaventure. Este nombre se ha transmitido a Place Bonaventure, a la Autoroute Bonaventure y a la estación Bonaventure del Metro de Montreal, a pesar de la desaparición de su referente original.
En la segunda mitad del siglo XIX y la primera mitad del siglo XX, Saint James Street fue el centro del distrito financiero de Montreal y donde varios importantes bancos, aseguradoras y empresas inglesas construyeron sus sedes en Canadá. Antes de la Primera Guerra Mundial, el gobierno canadiense, el gobierno provincial y el gobierno municipal, junto con industrias importantes como las empresas de ferrocarriles, obras públicas y canales, obtenían la mayoría de su capital financiándose en el Reino Unido o los Estados Unidos. Al final de la guerra, Saint James Street creció rápidamente y aunque en los años veinte había bolsas de valores en Toronto, Winnipeg, Calgary y Vancouver, las agencias de bolsa de Saint James Street y la Bolsa de Montreal eran las más importantes de todo Canadá. En el momento de su construcción en 1928, la nueva sede del 360 St. James Street del Royal Bank of Canada fue el edificio más alto del Imperio Británico. La zona de Saint James Street también contenía la sede del Bank of Montreal y la sede informal del Bank of Nova Scotia. También albergaba las principales agencias de bolsa del país, como Nesbitt, Thomson and Company, Pitfield, MacKay, Ross, Royal Securities Corporation y otras.
Algunas empresas que tienen o han tenido sus oficinas en Saint James Street son:
- 50: Ottawa Hotel
- 60:  Canfone.com
- 100: New York Life Insurance Company
- 105-107: Royal Trust
- 119: Sucursal principal del Bank of Montreal
- 201-215: Canadian Pacific Express
- 210-212: Yorkshire Insurance Co.
- 215: McMaster Meighen, abogados
- 225: National Trust Co.
- 231-235: Montreal Star
- 240: Guardian Trust Co. - The Dominion Bank
- 244: Royal Securities Corporation
- 249-251: Jones-Heward Financial Services
- 262-266: Montreal City and District Savings Bank
- 265: Canadian Bank of Commerce
- 275: Canada Life
- 278-288: Molson Bank
- 355: Merchants' Bank of Canada
- 360: Royal Bank of Canada
- 388-390: Sovereign Bank of Canada, posteriormente Union Bank y Commercial Union Assurance Co.
- 393: Crown Trust Co.
- 437: Eastern Townships Bank, posteriormente Commercial Union Assurance Co. y el Bank of Nova Scotia

Al este de la Place d'Armes, la calle albergaba dos instituciones financieras franco-canadienses, la Banque Canadienne Nationale y la Banque du Peuple, desaparecidos desde hace tiempo.

### Decadencia
El continuo deterioro de su papel como centro financiero de Canadá empezó con la apertura de la Vía marítima del San Lorenzo en 1959, seguida por la incertidumbre política resultado de la elección del separatista Parti Québécois para el gobierno provincial en 1976, que sirvió como catalizador para que las instituciones financieras se trasladaran a otros lugares. Algunas escogieron trasladar gradualmente sus oficinas a Toronto, mientras que otras desplazaron toda expansión futura a Toronto u otras importantes ciudades de Canadá. Como resultado, el distrito financiero de Saint James Street prácticamente ha desaparecido.

### Historia reciente

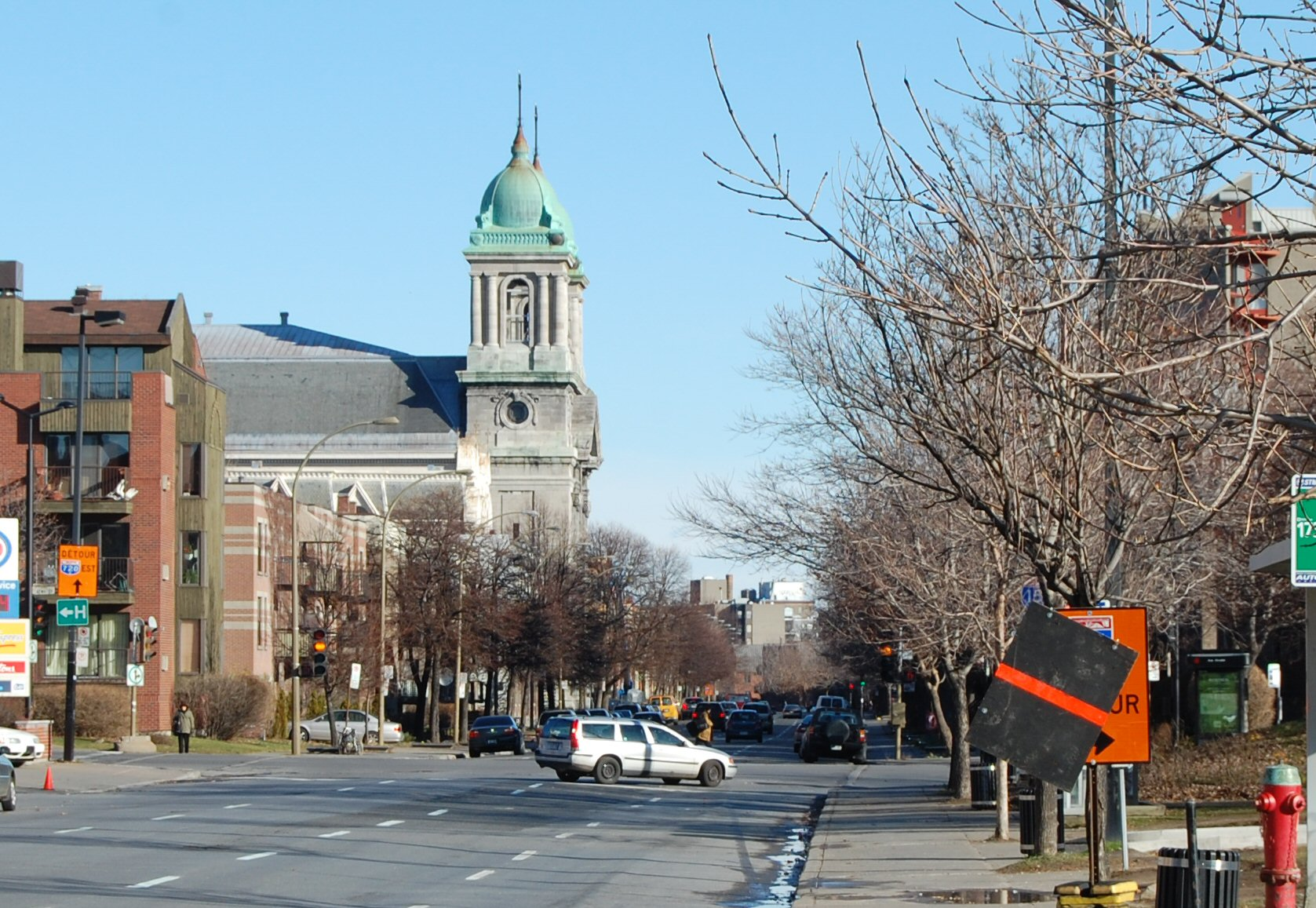
La Rue Saint-Jacques en la Petite-Bourgogne.

Durante los años noventa, el equipo de béisbol Montreal Expos desveló el proyecto de construir un nuevo estadio en Downtown Montreal, en la Rue Saint-Jacques, justo al sur del Bell Centre. Cuando se acabó la financiación provincial para el nuevo edificio, los Expos no continuaron con su proyecto y vendieron la propiedad a promotores. Ese tramo de la Rue Saint-Jacques está experimentando en la actualidad una considerable gentrificación.
Actualmente, el tramo de la Rue Saint-Jacques entre la Rue McGill y el Boulevard Saint-Laurent destaca todavía principalmente por sus imponentes edificios neoclásicos en la parte de la calle que atraviesa el Vieux-Montreal. Entre estos se encuentran la sucursal principal del Bank of Montreal con su gran cúpula, la antigua sede del Royal Bank of Canada, el Canadian Bank of Commerce, el Molson Bank y la Canada Life Insurance Company. Entre los edificios modernos se encuentran el Montreal World Trade Centre y la Tour de la Bourse.
Más hacia el oeste, la Rue Saint-Jacques atraviesa los barrios residenciales de la Petite-Bourgogne, Saint-Henri, Notre-Dame-de-Grâce y Lachine. Las estaciones del metro Lionel-Groulx y Place-Saint-Henri se sitúan en la calle; al oeste, da acceso a la Autoroute 20 en Notre-Dame-de-Grâce, donde atraviesa una zona principalmente industrial y comercial en la cima de la Falaise Saint-Jacques.